# SsangYong Korando
La SsangYong Korando è una vettura di tipo fuoristrada di medie dimensioni prodotta dal 1983 in più serie dalla casa automobilistica coreana SsangYong Motor Company.
Le ultime due generazioni presentate nel 2010 e nel 2019 abbandonano la carrozzeria fuoristrada per diventare delle SUV di segmento C.

## Nome
La parola Korando è l'unione e flessione della frase inglese "Korea Can Do", ovvero tradotto in italiano "Corea può fare".

## Prima generazione (1983-1996)
La prima serie consisteva in una copia su licenza della Jeep CJ-7, presentata nel marzo 1983 con il nome Korando e prodotta inizialmente dalla Keohwa, acquisita nel 1985 dalla Dong-A Motor, che ha dato poi vita alla SsangYong nel 1986. La produzione è terminata nel 1996, anno in cui è stata presentata la seconda serie del Korando.

## Seconda generazione (1996-2006)

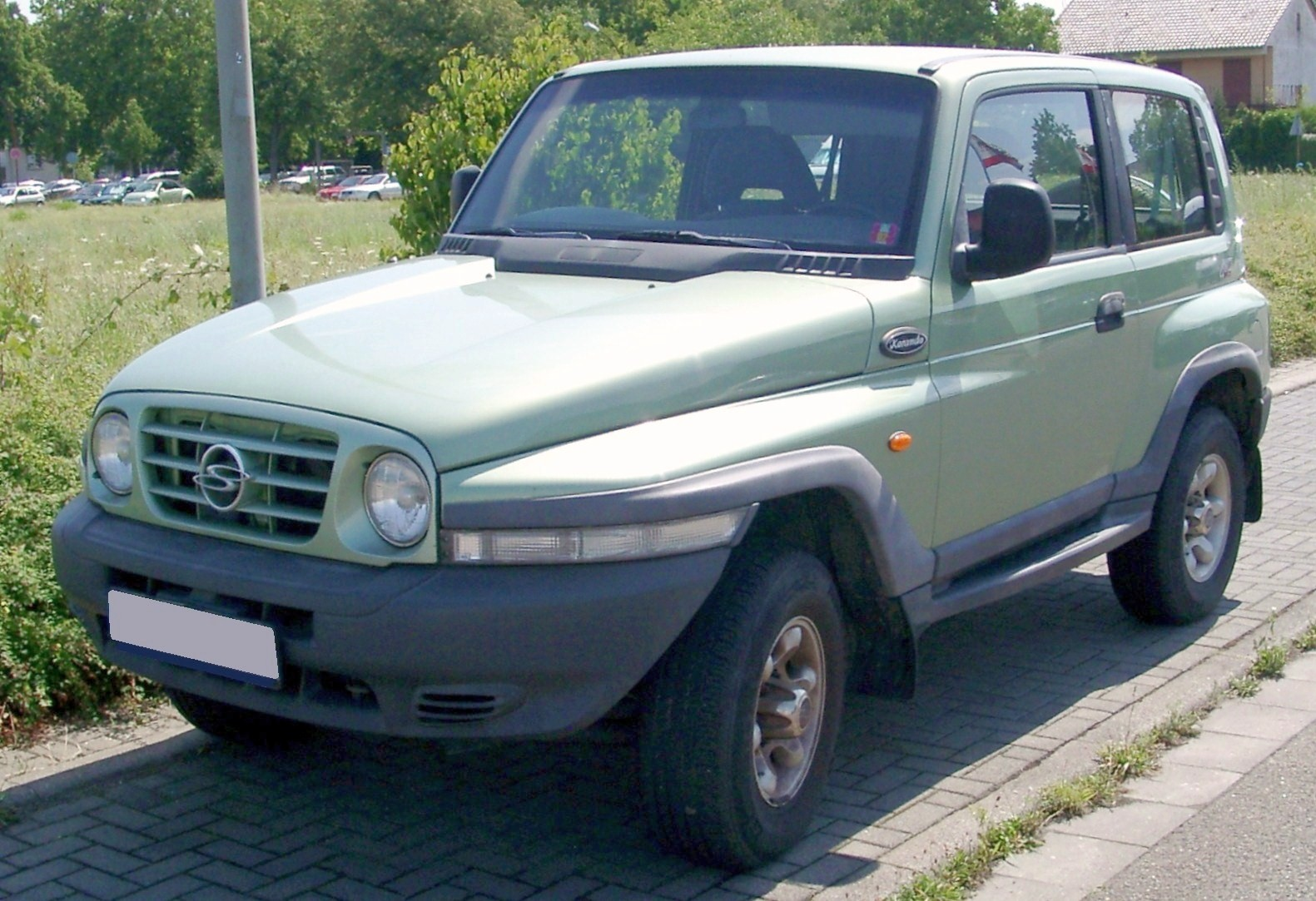
La Korando del 1996

La Korando di seconda generazione (codice progettuale KJ) è stata presentata in anteprima mondiale al Salone dell’auto di Francoforte nel 1995 ed entra in produzione nel luglio 1996. Affiancava nella gamma del costruttore la SsangYong Musso (rilasciata nel 1993) e in Europa debutta nel 1997 mentre i modelli con guida a destra per Australia e Regno Unito vengono rilasciati nel 1998. Lo sviluppo della Korando KJ partì poco dopo il lancio della Musso e lo scopo era di realizzare un fuoristrada compatto a due porte dal design e dalle soluzioni moderne che andasse a competere contro la concorrente locale Asia Rocsta (costruita dalla Kia Motors) nonché contro i fuoristrada giapponesi che dominavano le vendite. Oltre alla variante “chiusa” a tre porte era stata progettata anche una variante cabrio a due porte con tetto posteriore retraibile in tela (“soft top”) e una versione commerciale Van lastrata omologata autocarro a due posti. Era costruita su una versione accorciata del telaio a longheroni del Musso. Si tratta di un fuoristrada a tre porte caratterizzato da una estetica originale con forme tondeggianti realizzata del designer Ken Greenly.
La gamma di motori al debutto era composta dai propulsori benzina  da 2,3 e 3,2 litri mentre i diesel erano da 2,3 e 2,9 litri, tutti prodotti su licenza di Mercedes-Benz, accoppiati ad un cambio manuale Borg-Warner a cinque marce o ad un automatico a quattro rapporti Mercedes. La plancia della seconda generazione di Korando era simmetrica, composta da due palpebre uguali, una davanti al guidatore e una davanti al passeggero; questa scelta durante la progettazione doveva facilitare la conversione per la guida a destra e ridurre i costi di produzione.

### Versione a marchio Daewoo
Dal fine 1998 al 2001 venne venduto anche come Daewoo Korando nelle concessionarie Daewoo in Asia ed est Europa dopo che la Daewoo Motors acquistò le quote di maggioranza della SsangYong; le modifiche riguardavano solo i loghi adesivi applicati sulla carrozzeria. Nel gennaio 2000 la Daewoo espose il Korando al Salone di Los Angeles annunciandone l’importazione in Nord America,
tuttavia il progetto venne accantonato a causa degli altri costi per l’omologazione federale del veicolo.
Nel 1998 parti l’assemblaggio sia del Korando che del Musso presso gli stabilimento Daewoo Motor Polska in Polonia (ex FSO) con le scocche e tutti i componenti spediti dalla Corea del Sud. L’assemblaggio terminò nel 2000 a causa della bassa richiesta (soli 123 esemplari prodotti in Polonia).
Venne sostituita temporaneamente dalla Actyon.

## Terza generazione (2010-2019)

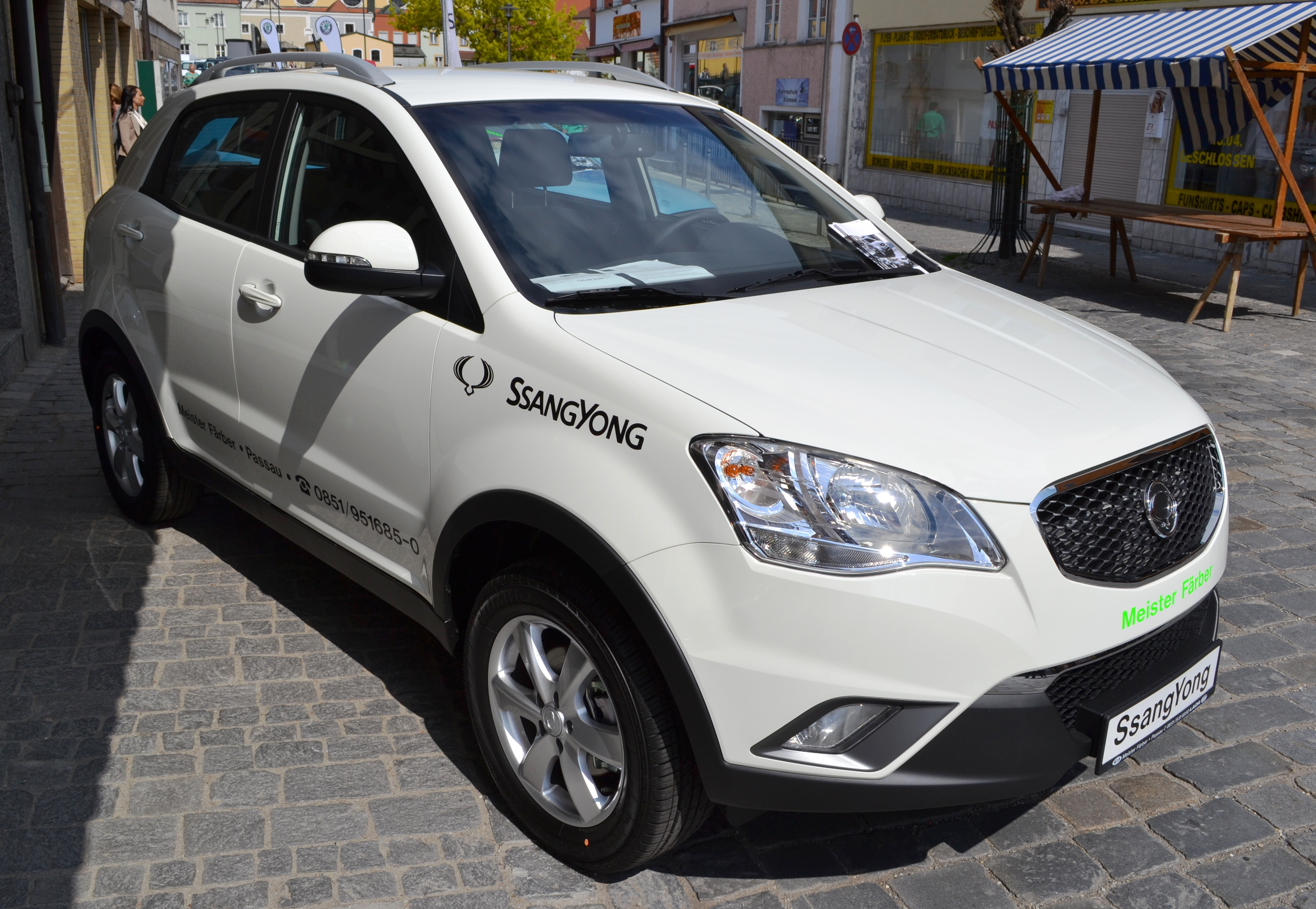
Korando terza serie

La terza serie, debutta nell'inverno 2010 e deriva dal prototipo SsangYong Italdesign C200 di Giorgetto Giugiaro presentato al Salone di Seul del 2009. Lo stile è quello di un moderno Sport Utility Vehicle di dimensioni compatte. Nonostante si tratti di un crossover di taglia medio-piccola, la Korando debutta con un potente motore 2.0 XDI diesel da 175 cavalli disponibile sia a trazione anteriore che integrale. Le versioni AWD dispongono del differenziale centrale bloccabile e sono quindi caratterizzate da una buona mobilità sui fondi difficili.

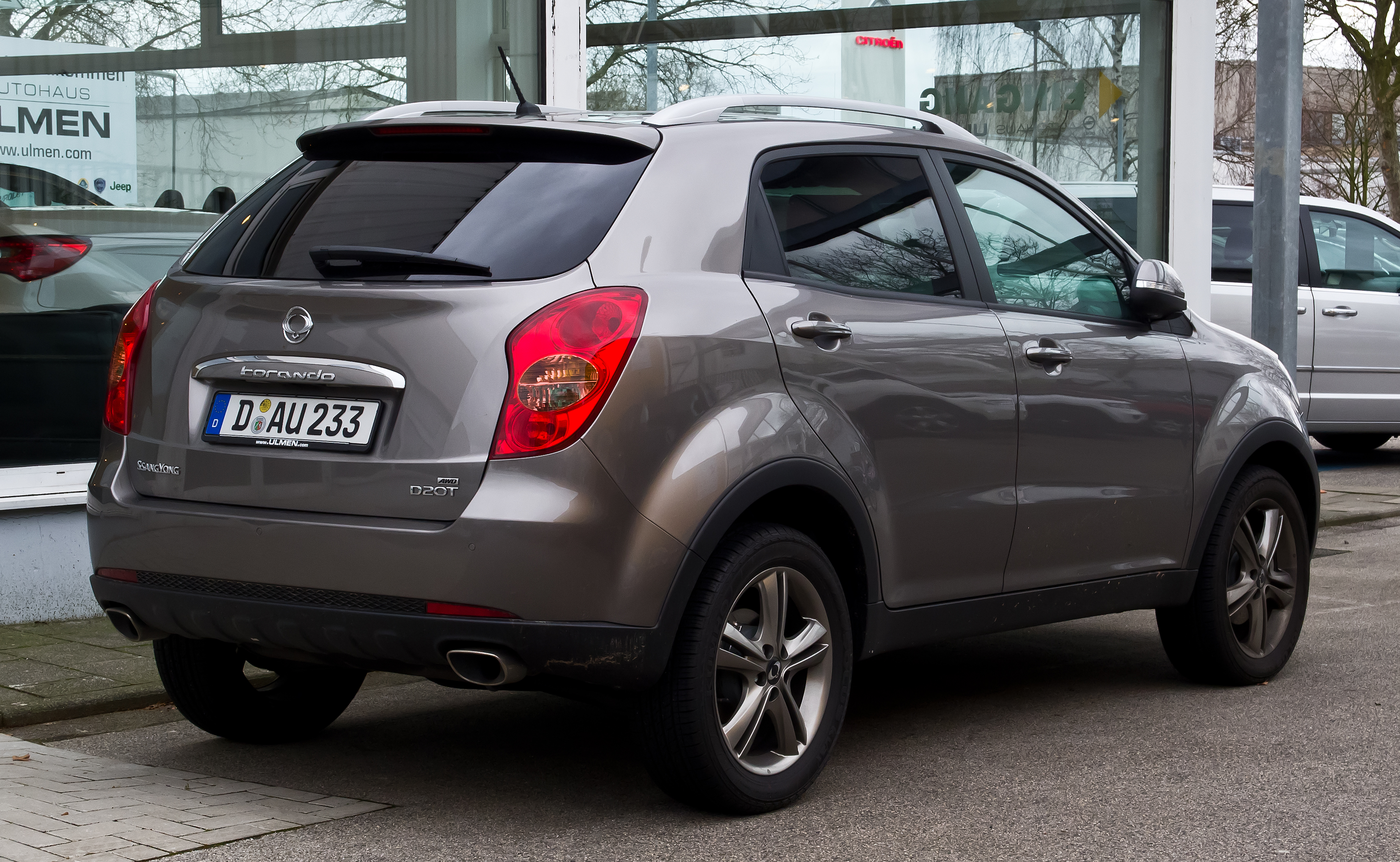
Korando terza serie

Nel 2013 è stata introdotta anche la motorizzazione 2.0 benzina da 149 cavalli e la motorizzazione 2.0 litri a doppia alimentazione benzina-GPL da 147 cavalli, con impianto a gas sviluppato dalla BRC Gas Equipment ed entrambe disponibili sia in versione a 2 che 4 ruote motrici.
Nel gennaio 2014 il Korando subisce un lieve restyling che riguarda solo alcuni dettagli estetici come la mascherina e presa d'aria inferiore, i fari anteriori e posteriori con luci diurne a led, fendinebbia circolari e nuovo disegno dei cerchi in lega e agli interni con nuova plancia rivestita da inserti in wengé opaco e realizzata con materiali morbidi al tatto, ma non nelle parti meccaniche e nella dotazione; inoltre vengono rimodulati i prezzi di listino e gli allestimenti.
Nel 2017 ci fu un ultimo restyling che modificò totalmente il frontale con l’introduzione di nuovi fanali, mascherina, cofano e paraurti. I motori vennero riomologati Euro 6.

## Quarta generazione (dal 2019)

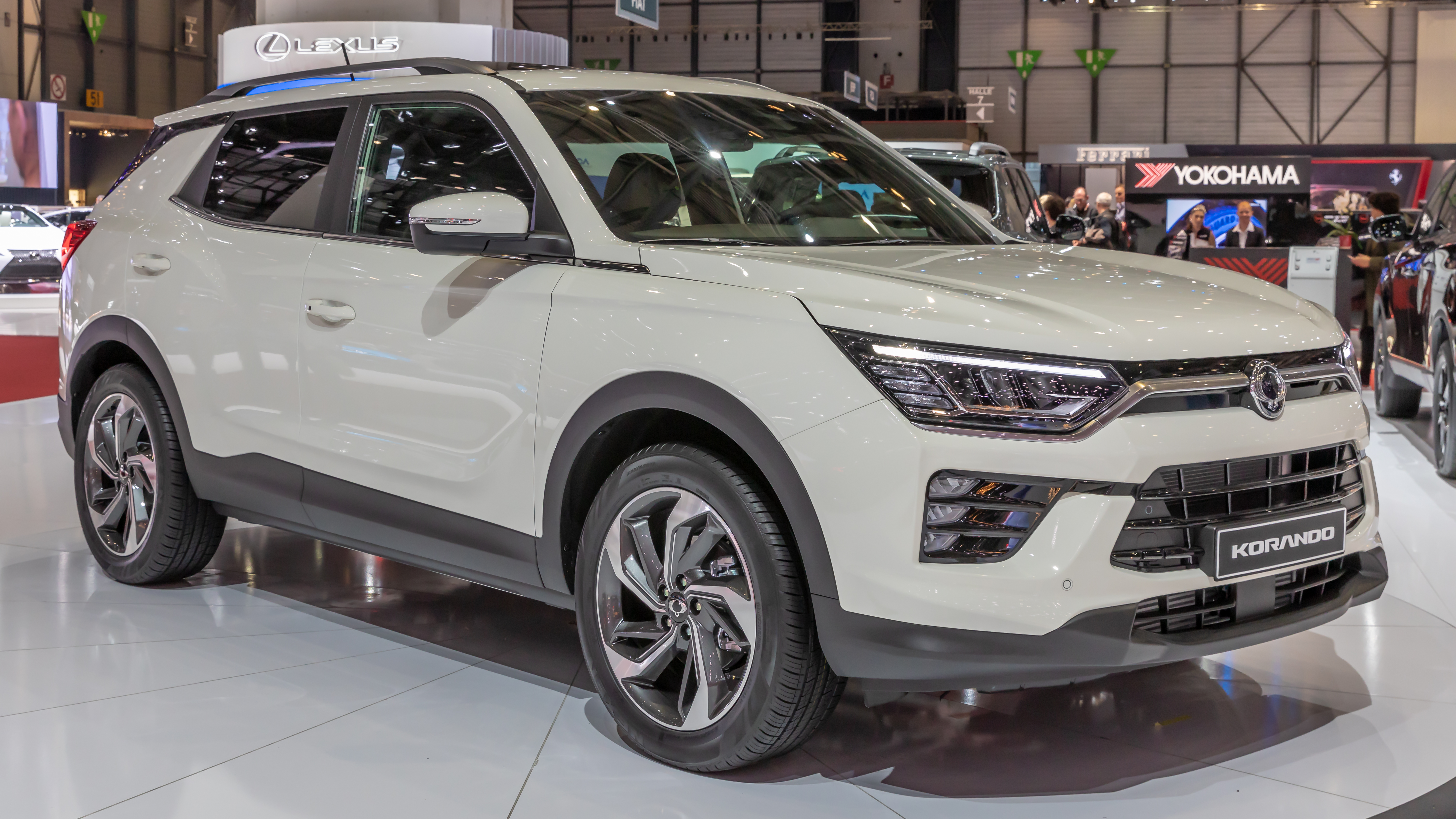
La Korando di quarta generazione

La quarta generazione della Korando viene presentata ufficialmente al Salone di Ginevra nel marzo 2019 e mantiene l’impostazione di SUV compatta di segmento C. Lo sviluppo della nuova generazione venne avviato nel 2015 e nel 2016 al salone di Ginevra venne anticipato parzialmente il design con il prototipo SsangYong SIV-2. La carrozzeria è più lunga, larga e bassa rispetto alla terza serie con una lunghezza totale pari a 4,45 metri, il passo viene allungato a 2,67 metri e l’altezza ridotta a 1,62 metri. Il pianale di base è totalmente nuovo, più leggero e rigido rispetto alla vecchia serie. La scocca introduce gli acciai ad ultra resistenza realizzati da POSCO misti ad acciai ad alta resistenza (pari al 74% della struttura). Di serie su tutte le versioni sette airbag e i dispositivi ADAS con frenata automatica d’emergenza con rilevatore pedone e ciclisti, mantenimento corsia attivo, rilevatore di veicoli in fase di sorpasso, controllo stabilità e trazione.
La gamma motori al debutto è composta da un nuovo 1.5 turbo a quattro cilindri a iniezione diretta a benzina con filtro GPF erogante 163 cavalli e un diesel 1.6 e-Xdi quattro cilindri common rail erogante 136 cavalli entrambi omologati Euro 6D-Temp e accoppiati al cambio manuale a sei rapporti o ad un automatico sequenziale Aisin a sei rapporti e alla trazione anteriore o integrale.
Nel 2019 viene sottoposta ai crash test EuroNCAP totalizzando il punteggio di 5 stelle.